# Archives internationales pour le mouvement des femmes

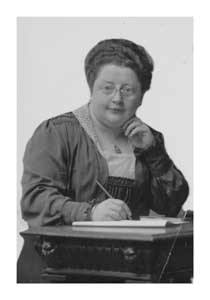
Rosa Manus

Les Archives internationales pour le mouvement des femmes (en néerlandais : Internationaal Archief voor de Vrouwenbeweging (IAV)) sont fondées à Amsterdam en 1935 par trois  féministes néerlandaise, Rosa Manus, Johanna Naber et Willemijn Posthumus-van der Goot, afin de recueillir, préserver et mettre à disposition le patrimoine culturel des femmes et des mouvements féministes qui accompagnèrent le Féminisme internationaliste et transnational. 
Actuellement Atria, institut de connaissances pour l'émancipation et l'histoire des femmes à Amsterdam, gère ces archives. 

## Histoire
En 1935, la première vague féministe est terminée. De nombreuses militantes de cette époque vieillissent ou sont  déjà décédées et les jeunes féministes ont besoin d'une connaissance bien documentée du passé afin de poursuivre la lutte. C'est pourquoi les fondatrices, trois féministes néerlandaises, Rosa Manus, Johanna Naber et Willemijn Posthumus-van der Goot.décident d'organiser cette mémoire.

### Débuts de la collection
Elles réussissent à obtenir deux salles dans l'immeuble de l'Institut international d'histoire sociale, nouvellement créé, à Keizersgracht 264. 
Le 3 décembre 1935, les Archives internationales pour le mouvement des femmes Vrouwenbeweging (IAV)) sont officiellement fondées, avec Rosa Manus comme présidente et Willemijn Posthumus-van der Goot comme secrétaire.  
En 1937, les archives éditent une publication annuelle multilingue pour confirmer leur caractère international. Le Conseil consultatif de l'IAV comprend, entre autres personnalités, Margery Corbett Ashby, féministe britannique et présidente de l'Alliance internationale des femmes (IWSA) de 1926 à 1946, Cécile Brunschvicg, féministe française, membre du Conseil international des femmes (ICW), Carrie Chapman Catt, fondatrice américaine de l'Alliance internationale des femmes, Dorothy Heneker, féministe canadienne, avocate et secrétaire du Comité des organisations internationales de femmes pour la paix et le désarmement, Bertha Lutz, féministe brésilienne et membre du conseil d'administration de l'Alliance internationale des femmes, la baronne Marthe Boël, féministe belge et présidente du Conseil international des femmes entre 1936 et 1947 et Elsie Zimmern (en), féministe britannique et secrétaire générale de l'ICW à partir de 1925. 

### Collection
La collection débute avec 300 livres donnés par Rosa Manus, puis, un an plus tard, s'enrichit des archives d'Aletta Jacobs, la première femme médecin des Pays-Bas et l'une des plus importantes militantes pour le droit de vote des femmes. C'est également Rosa Manus qui confie ces archives. Longtemps considérée comme la secrétaire d'Aletta Jacobs, l'importance de son rôle dans les mouvements internationaux pour le suffrage des femmes et dans la lutte des femmes pour la paix dans le monde a finalement été reconnu. 
À la fin des années 1930, Maria Bouwmeester qui travaille aux archives comme bénévole, fait don de sa collection de coupures de presse concernant des centaines de femmes célèbres. 
Les archives entretiennent des contacts avec les associations de femmes qu'elles encouragent à envoyer des articles, des livres, des brochures, des périodiques, etc. Elles concluent des accords de réciprocité avec d'autres institutions pour les femmes, comme la bibliothèque Marguerite-Durand à Paris et la bibliothèque Fawcett de Londres.  
À la fin des années 1930, les archives comptent environ 4 500 livres et brochures, ainsi qu'une collection d'environ 150 périodiques provenant de vingt pays. La plupart de ces documents sont des publications contemporaines, mais on y trouve aussi une collection complète des Tribunes des femmes de 1833. Plusieurs éditions originales s'y trouvent, comme A Serious Proposal to the Ladies, for the Advancement of Their True and Greatest Interest (1694) de Mary Astell et A Vindication of the Rights of Woman (1792) de Mary Wollstonecraft ainsi que des documents originaux de Jane Austen et une copie manuscrite du roman de Cécile de Jong van Beek en Donk, Hilda van Suylenburg (1897). 

### Seconde guerre mondiale
Au début de la Seconde Guerre mondiale, la salle de lecture de la bibliothèque est fermée et, le 12 juillet 1940, les nazis confisquent quarante cartons de matériel, ainsi que le mobilier et les accessoires. La raison de la saisie des documents est obscure, les allemands prétendent que le mouvement des femmes de Berlin réclament ces documents, ce qui est peu probable. Francisca de Haan, professeure d'études de genre à l'Université d'Europe centrale de Budapest, estime que la véritable raison de la saisie des archives se trouve dans le fait que Rosa Manus était à la fois juive, féministe et pacifiste internationale, et soupçonné de penchants communistes. Elle sera  exécutée au camp de concentration de Ravensbrück en 1943.  
Les documents confisqués sont d'abord été envoyés à Berlin, puis déplacés vers les Sudètes. À la fin de la guerre, l'Armée rouge les récupère en Tchécoslovaquie et les transfère dans les archives du KGB (en russe : Особый архив, archives spéciales) à Moscou.  En 1947,  Willemijn Posthumus-van der Goot, la seule des fondatrices à avoir survécut à la guerre, se met à la recherche des archives. En 1966, un bibliothécaire de Hradec Králové, en Tchécoslovaquie retrouve quatre livres tamponnés par l'IAV et les restitue.  
En 1992, un journaliste retrouve accidentellement une partie importante des archives (25 boîtes) dans une archive à Moscou. Après de longues négociations, l'URSS accepte d'en rendre une partie à ses propriétaires légitimes en mai 2003. 
Finalement, seul 10% du fonds est retrouvé. 

### Après-guerre
Jusque dans les années 1970, l'acquisition de documents est ralentie, il n'y a plus de recherche active, seuls les dons enrichissent la collection.
Dans les années 1970, la deuxième vague du féminisme voit prospérer de nouvelles organisations féministes. Des recherches sont aussi menées sur l'histoire des femmes et différents groupes ou universités néerlandaises redécouvrent l'IAV.  Devant cet intérêt croissant pour la préservation des dossiers des femmes et l'évaluation spécifique de l'histoire des femmes ordinaires, les Archives décident de reprendre l'acquisition de documents au début des années 1980, avec pour objectif spécifique d'obtenir des revues, des lettres et des journaux des femmes de la classe ouvrière, au lieu de se limiter au  mouvement des femmes. Le gouvernement néerlandais subventionne les efforts de collecte, avec pour effet, une expansion des archives.
Le 8 mars 1988, les archives fusionnent avec le Centre d'information et de documentation de la Fondation pour le mouvement des femmes (Stichting Informatie- en Documentatiecentrum voor de vrouwenbeweging, IDC) et le magazine Lover pour former le Centre international d'information et d'archives pour le mouvement des femmes (Internationaal Informatiecentrum en Archief voor de Vrouwenbeweging, IIAV), rebaptisé Aletta en 1912,.
En 2000, les Archives internationales pour le mouvement des femmes reçoivent le prix Joke-Smit du gouvernement néerlandais pour sa contribution fondamentale à l'avancement des femmes. 

### Atria
En 2013, l'institution qui héberge la collection a été rebaptisée Institut Atria pour l'égalité des sexes et l'histoire des femmes. 
Née de la fusion entre Aletta et E-Quality, centre de connaissances pour l'émancipation, la famille et la diversité, Atria gère désormais la collection de livres, périodiques et documents audiovisuels. Le catalogue de la bibliothèque et une série d'autres bases de données permettent d'accéder aux collections. En outre, des modules pédagogiques, des informations sur les projets en cours, une base de données d'experts, la base de données Mapping the World avec des informations sur plus de 400 centres d'information sur les femmes dans le monde sont disponibles,.